# Zonosaurus boettgeri
Zonosaurus boettgeri är en ödleart som beskrevs av den österrikiske zoologen Franz Steindachner 1891. Zonosaurus boettgeri ingår i släktet Zonosaurus, och familjen sköldödlor. IUCN kategoriserar arten globalt som sårbar. Inga underarter finns listade.

## Utbredning
Zonosaurus boettgeri förekommer endemiskt på Madagaskar, där den hittats inom fem områden på norra och nordvästra delen av ön.